# Carl Mooers
Carl Mooers est un homme d'affaires et un homme politique canadien né le 29 septembre 1929, ancien ministre et député du Nouveau-Brunswick.

## Biographie
Né à Fredericton, Carl Mooers est membre du Parti progressiste-conservateur du Nouveau-Brunswick. Il est élu député de la circonscription de York de 1967 à 1974 à l'Assemblée législative du Nouveau-Brunswick. Il est nommé au Conseil exécutif du Nouveau-Brunswick et devient ministre des services gouvernementaux du 18 juillet 1972 au 3 décembre 1974.